# Charles Mills
Charles Mills (Greenwich, 1788 – Southampton, 1826) è stato uno storico inglese.
Le opere a lui attribuite sono History of the Crusades for the Recovery and Possession of the Holy Land, History of Mohammedanism e History of Chivalry.

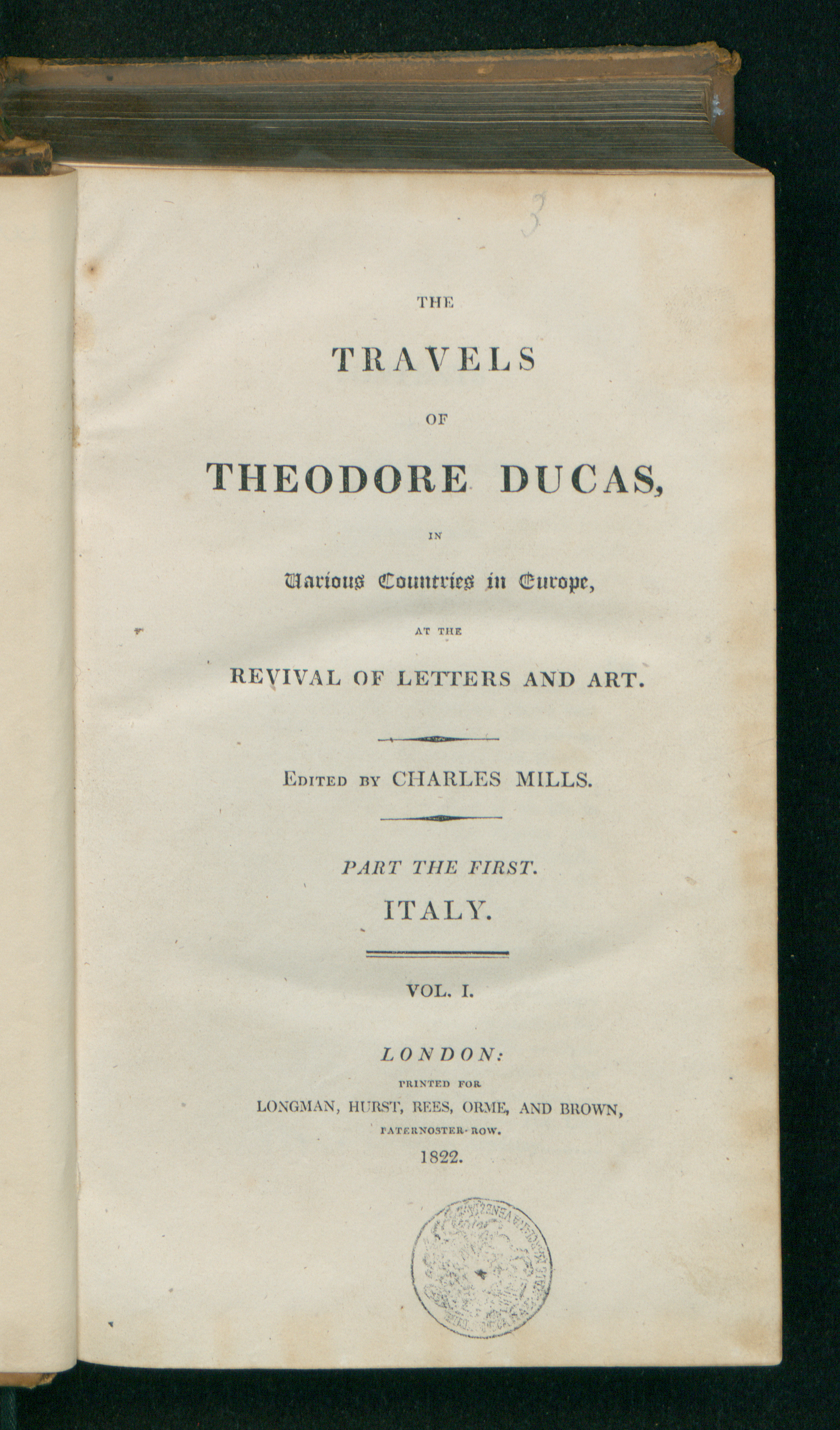
Travels of Theodore Ducas, 1822. Da BEIC, biblioteca digitale

## Biografia
Nato il 29 luglio 1788 a Croom's Hill (Greenwich), fu il figlio più giovane di Samuel Gillam Mills, un chirurgo. Venne educato privatamente e dopo una breve esperienza nella gestione commerciale, nel 1804 iniziò la sua attività in uno studio legale. Nel 1810 rimase presso di lui per approfondire gli studi legali sotto James Humphreys.
Una malattia polmonare costrinse Mills a trasferirsi a Nizza l'inverno del 1814-1815. Ereditata una discreta fortuna, egli decise di abbandonare la giurisprudenza per dedicarsi alla scrittura.
Morì a Southampton il 9 ottobre 1826, celibe. Pochi mesi prima della sua morte venne nominato Cavaliere di Malta, a riconoscimento della sua History of the Crusades.
Augustine Skottowe pubblicò su di lui una Memoir  (1828). Un altro amico di Mills, William Frederick Deacon, gli dedicò il suo Innkeeper's Album (1823).

## Opere
Mills fu un sostenitore di Edward Gibbon. La sua prima opera, An History of Muhammedanism (Londra, 1817, seconda edizione 1818), venne tradotta nel francese dal tedesco (Guernsey, 1826). L'opera successiva The History of the Crusades, 2 volumi, Londra, 1820 (quarta edizione 1828), resiste ai segnali dell'influenza di Gibbon, e venne lodata da sir Walter Scott, che lo aiutò con le note provenienti dalle cronache scozzesi.
Segue una imitazione del Voyage d'Anarcharsis di Jean-Jacques Barthélemy, intitolata The Travels of Theodore Ducas of Candia in Various Countries in Europe at the Revival of Letters and Art (2 volumi, Londra, 1822). Si rivelò senza successo e apparve solo la prima parte, Italy. L'ultima opera fu History of Chivalry, or Knighthood and its Times (2 volumi, Londra, 1825; seconda edizione 1826). La raccolta di opere di Mills venne tradotta in francese da Paul Tiby (7 volumi, Parigi, 1825).